# Made in EU
Made in EU (с англ. — «Сделано в ЕС») — маркировка продукции, произведённой в Европейском союзе (ЕС), предложенная в конце 2003 года Европейской комиссией.
Маркировка не была принята Европейской комиссией. Встречается так же — «Made in E. C.». По-русски — Сделано в ЕС.

## История
Данная маркировка предложена в конце 2003 года. Маркировка призвана заменить такие маркировки как «Made in Germany» или «Made in France» и так далее, и должна привести их к единому, общеевропейскому виду. Инициатива была поддержана Италией и Грецией, а также большинством новых членов Евросоюза, в то время как Германия и Франция выступают за сохранение независимых маркировок продукции.
Маркировка не была принята Европейской комиссией.
Иногда продукцию маркируют «Made in E. C.» (англ. European Community — европейское сообщество).
В Европейском союзе существует маркировка, которая обозначает соответствие продукции определенным требованиям по безопасности — маркировка CE. Данная маркировка обязательна для определенных видов продукции, в том числе приборы и защитные системы для применения во взрывоопасных средах, электромагнитная совместимость, машиностроение, низковольтные системы, простые сосуды под давлением, приборы сжигания газообразного топлива, канатные установки, предназначенных для перевозки людей, активные имплантируемые медицинские приборы, игрушки, лифты и прочая продукция. Какая продукция попадает под данные требования, определено в Директивах ЕС.